# 殺シノ調べ This is NOT Greatest Hits
『殺シノ調べ This is NOT Greatest Hits』（ころシノしらべ - ディス・イズ・ノット・グレイテスト・ヒッツ）は、日本のロックバンドであるBUCK-TICKのセルフカバー・アルバム。
1992年3月21日にビクター音楽産業のInvitationレーベルよりリリースされた。前作『狂った太陽』（1991年）からおよそ1年1か月ぶりにリリースされた作品であり、1枚目のアルバム『HURRY UP MODE』（1987年）から『狂った太陽』までに発表された楽曲を再アレンジした内容が収録されている。ただし、ミニ・アルバム『ROMANESQUE』（1988年）からは一曲も選曲されていない。
本作は前作によって確立されたレコーディング手法をもとに過去作の再アレンジを行うという方針で制作された。本来であれば『狂った太陽』の曲は収録しない意向であったが、レコード会社の思惑により収録せざるを得なくなった経緯から、副題として「This is NOT Greatest Hits」と付けられることになった。また、本題の「殺シノ調ベ」とは『HURRY UP MODE』のサブタイトルとして使用されていた言葉である。その他、ジャケット写真に使用されている建物は埼玉県にある東野高等学校の大講堂である。
オリコンチャートでは最高位1位を獲得、売り上げ枚数は33.8万枚となり、BUCK-TICKのアルバムとしては『悪の華』（1990年）に次ぐ2位の売り上げ枚数となった。

## 録音、制作
シングル「M・A・D」（1991年）のカップリングとして「ANGELIC CONVERSATION」を再録音し、その完成度にメンバーが予想以上の手応えを感じたことが本作制作の切っ掛けとなった。また、今井寿は『狂った太陽』の完成度に手応えを感じ、全く同じ方法論で過去の作品を再アレンジしたアルバムであると述べている。レコーディング時間は約1217時間に及び、今井はレコーディングで15本のギターを使用した。
制作時のコンセプトは「『狂った太陽』を経て劇的に向上したバンドスキルによる初期の楽曲の再生（リメイク）」であり、その意向に沿って、ビート・ロック、オルタナティヴ・ポップ、ゴシック・ロックという前作以前の楽曲を新たにデジタル・ロック、エレクトロニカの要素を交えて再構築している。ヤガミトールによれば、シングルとしてリリースした楽曲は基本的に手を加えないという方針をメンバー間で決定したという。星野英彦は3枚目のアルバム『SEVENTH HEAVEN』（1988年）収録曲である「VICTIMS OF LOVE」が本作制作の切っ掛けとなったのではないかと述べている。今井は一部の曲において、ライブでの再現性を無視してアレンジを行ったと述べている。
当初メンバーは『狂った太陽』に収録されている楽曲を収録するつもりはなかったが、レコード会社側の強い要望でいわゆる「ベスト・アルバム」としての商品価値を持たせるため、『狂った太陽』収録のシングル3曲も収録せざるを得えなくなってしまった。そのため、既に作品として完成されているこの3曲の再アレンジにあたり、メンバーはかなり苦心したようである。特に「M・A・D」はまったく原形を留めておらず、歌詞以外に共通項の無い別の楽曲となっており、リリース時のインタビューで今井は「（「M・A・D」は）原曲が完璧なのでああするしかなかった」と述べている。また、星野も「JUPITER」冒頭のコーラスをインタビュアーに「苦肉の策」と指摘された。「This is NOT Greatest Hits」という内容と相反するサブタイトルにはこういった経緯に対するメンバーの自虐的なメッセージが込められている。

## リリース、プロモーション
1992年3月21日にビクター音楽産業のInvitationレーベルからCD、CTの2形態でリリースされた。BUCK-TICKは1992年4月17日放送のテレビ朝日系音楽番組『ミュージックステーション』（1986年 - ）に出演し、本作収録バージョンの「ORIENTAL LOVE STORY」を演奏している。
2002年9月19日には、ビクターエンタテインメントのHAPPY HOUSEレーベルから比留間整監修によるデジタルリマスター版がリリースされ、初回限定盤にはジャケットサイズのオリジナルステッカーが付属されたほか、ボーナス・トラックとして「MAD (Another Climax Together Live)」が追加収録された。
2007年9月5日には生産限定品として、ビクター所属時代のアルバム全12作品のデジタルリマスター版が紙ジャケット仕様でリリースされた。同版には携帯サイズのロゴステッカー・シートが封入されたほか、全タイトルを一括購入すると先着で全タイトル収納ケースがプレゼントされるキャンペーンが行われた。

## ツアー
本作を受けたコンサートツアーは、「殺シノ調べ This is NOT Greatest Tour」と題して1992年3月14日、3月15日の横浜アリーナ2日間連続公演から5月26日、5月27日の日本武道館2日間連続公演まで、20都市全23公演が行われた。本作リリース以降のライブにおいて本作収録曲が演奏される場合、いわゆる「殺シノ調ベVer.」であることが殆どだが、「LOVE ME」は旧バージョンでも演奏されている。
また、同年9月10日および9月11日には「Climax Together」と題した単独公演が横浜アリーナにて2日間連続で行われた。同公演はライブ・ビデオ撮影のために開催されたものであり、「殺シノ調べ This is NOT Greatest Tour」終了後のオフ期間中にメンバーはビデオ撮影のためのミーティングをスタッフと幾度となく行っていた。横浜アリーナは前回のツアーで初日公演が行われた場所であるが、前回とは異なり楕円形のホールを横に長く使用する舞台設営となったほか、ビデオ撮影のための巨大なクレーンが客席の中央に配置された。開演と同時にステージを覆うように下げられた白い薄手のカーテンに聖母像や宗教画がスライドで投影され、賛美歌の終了と共にメンバーの姿が投影されて「JUPITER」のイントロが開始された。その他に「Brain,Whisper,Head,Hate is noise」「LOVE ME」「地下室のメロディー」「MY FUNNY VALENTINE」が演奏され、櫻井敦司はバラの花を持ちながら「TABOO」を歌唱した。「HYPER LOVE」の演奏中にはステンドグラスに十字架が浮かび上がり、メンバーの立ち位置の下からライトを浴びせて5人のシルエットが浮かび上がる演出などが行われた。メンバー紹介の後に後半に入り、「VICTIMS OF LOVE」「MISTY BLUE」「ナルシス」などのスローテンポおよびミドルテンポの曲が続き、その後「M・A・D」「悪の華」といったハイテンポのシングル曲が演奏され、最後は「太陽ニ殺サレタ」「KISS ME GOOD-BYE」が演奏され本編は終幕となった。アンコールでは「ICONOCLASM」「SEXUAL×××××!」「スピード」「JUST ONE MORE KISS」が演奏され、本編の重厚さと対比するような構成となった。同公演の模様は同年12月2日にライブ・ビデオ『Climax Together』としてリリースされた。

## チャート成績
本作は1992年3月30日付けのオリコンチャートにて1位を獲得、登場回数は12回で売り上げ枚数は33.8万枚となった。
本作の売り上げ枚数はBUCK-TICKのアルバム売上ランキングにおいて2位となっている。また、2022年に実施されたねとらぼ調査隊によるBUCK-TICKのアルバム人気ランキングでは5位となった。

## 収録曲

### 一覧
全作詞: 櫻井敦司（特記除く）、全作曲: 今井寿（特記除く）、全編曲: BUCK-TICK。
| #         | タイトル                              | 作詞  | 作曲・編曲 | 時間 |
| --------- | ------------------------------------- | ----- | ---------- | ---- |
| 1.        | 「ICONOCLASM」(作詞: 今井寿)          |       |            | 3:54 |
| 2.        | 「惡の華」                            |       |            | 4:20 |
| 3.        | 「DO THE "I LOVE YOU"」(作詞: 今井寿) |       |            | 4:21 |
| 4.        | 「VICTIMS OF LOVE」                   |       |            | 7:24 |
| 5.        | 「M・A・D」                           |       |            | 4:03 |
| 6.        | 「ORIENTAL LOVE STORY」               |       |            | 5:51 |
| 7.        | 「スピード」                          |       |            | 4:54 |
| 合計時間: | 合計時間:                             | 34:47 |            |      |

| #         | タイトル                                                            | 作詞  | 作曲・編曲 | 時間 |
| --------- | ------------------------------------------------------------------- | ----- | ---------- | ---- |
| 8.        | 「LOVE ME」                                                         |       |            | 5:14 |
| 9.        | 「JUPITER」(作曲: 星野英彦)                                         |       |            | 6:01 |
| 10.       | 「...IN HEAVEN...」                                                 |       |            | 4:06 |
| 11.       | 「MOON LIGHT」                                                      |       |            | 4:26 |
| 12.       | 「JUST ONE MORE KISS」                                              |       |            | 5:30 |
| 13.       | 「TABOO」(Interlude melody taken from "TABOO" by Lecuona Margarita) |       |            | 5:52 |
| 14.       | 「HYPER LOVE」(作詞: 今井寿)                                        |       |            | 5:12 |
| 合計時間: | 合計時間:                                                           | 36:21 |            |      |

| #         | タイトル                               | 作詞 | 作曲・編曲 | 時間 |
| --------- | -------------------------------------- | ---- | ---------- | ---- |
| 15.       | 「MAD (Another Climax Together Live)」 |      |            | 4:54 |
| 合計時間: | 合計時間:                              | 4:54 |            |      |

### 曲解説
1. 「ICONOCLASM」
囁き声で歌われていた原曲と異なり、こちらはほぼシャウトで歌われている。また際立ったノイズも挿入されている。当初はどのようにアレンジするべきか戸惑いがあったが、ギターサウンドを前面に入れたことで「すごくカッコ良くなった」と今井は述べたほか、櫻井の歌入れ後の完成品を聴いたときは思わず顔が笑ってしまったと述べている[11]。また、当初今井は収録曲として選曲していなかったが、実際に演奏してみたところ満足いく出来となり「自分でも驚いたくらい」とも述べている[5]。デモテープの段階からSEは挿入しており、櫻井のボーカルも「歌」ではなく「音」として扱ったと述べたほか、「大きい音で聴けば聴くほど鳥ハダたつ曲です」と今井自ら述べている[5]。
2. 「悪の華」
シングル版ではタイトな演奏となっていたが、本作ではライブ演奏に近いイメージでレコーディングされた[5]。ヤガミは「どう変化させるというよりもノリを楽しむ余裕があるヴァージョン」と述べている[5]。星野はシングル曲はリズム隊の演奏をあまり変更しないというルールで進めたと述べ、本作のアレンジは「それでいて原曲にはないズシリとした重さが加わっている」と述べたほか、「僕もすごくヘヴィーな感じでギターを弾いた」とも述べている[11]。
3. 「DO THE "I LOVE YOU"」
原曲のタテノリのビートからダンサブルなリズムへ転換を図っている。イントロのギター演奏部分はモノラルで収録されており、曲中でドラム音が右チャンネルに寄るアレンジが施されており、ヤガミは「ヘッドホンで聴くと面白いかもしれない」と述べている[11]。櫻井は本作のバージョンを「ジャズっぽい雰囲気」であると述べ、それまでにないアレンジであったため演奏は困難であったが結果として「スカしてるカッコよさが出て、クールに変身してくれたな、と思った」と述べている[5]。また櫻井は同曲をタキシードを着用してタイトにシャープに歌ってみたいとも述べている[5]。
4. 「VICTIMS OF LOVE」
原曲よりテンポを落としている。また新たに長い間奏も追加されており、収録時間も大幅に伸びている。今井はサイケデリックな雰囲気を出すために、アレンジではなく構成によって複雑さを出す意図で制作したと述べている[11]。樋口豊はフットレスベースを使用している。星野は本曲の自身のギターが最も好きであると述べたほか、アームの使用などで「今までにはなかった雰囲気が出てると思います」と述べている[5]。
5. 「M・A・D」
原曲のイメージを全く残さない程に破壊的なアレンジとなっている。今井はシングル版が完璧であったと述べ、それ以上のものは制作できないために一度破壊してから組み立て直す方針を取り、新曲を制作する感覚でアレンジを行ったと述べている[5]。サウンドはすべて打ち込みで構築され、ライブでの再現を一切無視して制作したため、人間では再生不可能でありライブ演奏は出来ないとも述べている[5]。
6. 「ORIENTAL LOVE STORY」
本作制作にあたり、今井が真っ先に挙げた曲。今井は「旧ヴァージョンはコード進行が複雑過ぎたので、単純なコード進行のロックナンバーにしたかった」と述べている[3]。今井は本曲が「影の薄い存在」であったと述べ、スローテンポのしっとりしたイメージからリズム感のあるアップテンポナンバーに変更されたことで満足のいく出来になったと述べている[5]。本曲もライブでの再現性は一切無視して制作したとも述べている[5]。ヤガミは今井によるデモテープを聴いた時に「いちばん変わったと思った曲」と述べている[11]。
7. 「スピード」
シングル版よりもテンポを速くしている[5]。ヤガミによれば、「悪の華」や「JUST ONE MORE KISS」と同様の手法でアレンジされたとのこと[5]。通常ライブではスタジオ録音版よりもテンポを落とすことが多いが、本曲では逆になっていることが特徴であるとヤガミは述べている[5]。櫻井は「ギター・シンセを入れることでよりポップな雰囲気になったと思う」と述べたほか、「最初にこの曲を聴いたときの気持ちで歌えればいいな、と思って声を出した」とも述べている[11]。
8. 「LOVE ME」
原曲に比べて極端にテンポを落としている。櫻井は本曲の歌入れにおいて、小細工ができないためにテンションを高く維持して「極限状態にまで行ってしまいたいくらいに思ってた」と述べている[5]。レコーディング時に櫻井は精神の解放を感じながら歌唱したと述べたほか、曲の持つ浮遊感から宙に浮けるのではないかと考えながら歌唱したとも述べている[5]。樋口は自身が望んだ方向性のアレンジであったため、非常に気に入ったと述べたほか、ミックス作業時の合言葉は「つかみ所のないものにしよう」であったと述べている[11]。
9. 「JUPITER」
星野は自身のデモテープ制作時よりも「比べもんにならないくらい、豪華に変身してくれた曲」であると述べている[5]。冒頭のグレゴリオ聖歌のような男性コーラス部分は原曲の歌詞の一部分をラテン語に訳したものを歌ったものであり、また原曲においてストリングスが使用されていた箇所をコーラスに差し替えた上、女性ボーカルもシングル版とは別の人物を起用している[11]。星野はシングル版の女性コーラスよりも滑らかな雰囲気が出せたとも述べている[5]。
10. 「...IN HEAVEN...」
イントロが原曲よりも長く、サビの一部のキーが低くなっており、次曲と繋がった構成になっている。樋口は原曲とは一部のコード進行が異なるだけであると述べている[11]。また、1991年11月から12月にかけて3公演行われた「CLUB QUATTRO BUCK-TICK」においてすでに同アレンジで演奏されており、スムーズにレコーディングが行われたと樋口は述べている[5]。
11. 「MOON LIGHT」
前曲から繋がる形で始まるアレンジになっている。そのため、前曲とテンポを意図的に合わせている[11]。今井は当初から2曲を繋げる構想を持っており、デモテープの時点で同様のアレンジになっていたと樋口は述べている[5]。なお、92年の単独公演「Climax Together」でも前曲と繋げて演奏され、その音源がアルバム『SEVENTH HEAVEN』リマスター盤の初回限定盤ボーナス・トラックとして収録された。
12. 「JUST ONE MORE KISS」
ヤガミは3年ほど演奏してきた中で、本作収録バージョンのテンポに落ち着いたと述べている[11]。本曲ではドラムスのダビングは行われず、シングル版よりもシンプルな演奏にしたとヤガミは述べている[5]。ヤガミはライブ演奏のようなノリや自身の持つテンポで冷静に演奏したいと思っていたことでシンプルな演奏にしたとも述べている[14]。
13. 「TABOO」
櫻井は原曲が引きずるような感覚があったのに対し、本作収録バージョンでは軽快になったと述べている[11]。また時間的に余裕があったことから、曲の持つキャラクターをはっきりさせるために「前よりももっとなまめかしく歌いたいなと思っていた」とも述べている[11]。その他に、櫻井は本作に収録することで本曲をアルバム『TABOO』と切り離せると述べたほか、自身のキャラクターに最も合う「オレらしい曲」であると述べている[14]。アルバムから切り離されたことで、力まずにライトな歌い方が出来たとし、「軽くサラリとエロチックを再現できた」と述べている[14]。
14. 「HYPER LOVE」
星野は本曲に関して「聴きどころは全部」であると述べ、初期の曲であるが故にバンドが成長した部分が特に理解できるのではないかと述べている[14]。また星野はリズムも変更されているために新鮮な感覚でレコーディングが出来たとも述べている[14]。曲中のエレクトリック・シタールは星野が演奏しており、それによって「より無国籍な感じになっていると思う」と星野は述べている[11]。

## スタッフ・クレジット

### BUCK-TICK
- 櫻井敦司 - ボーカル
- 今井寿 - ギター
- 星野英彦 - ギター
- 樋口豊 - ベース
- ヤガミトール - ドラムス

### 参加ミュージシャン
- 横山和俊 - キーボード、プログラミング
- 難波正司 - コーラス、アレンジメント、キーボード

### スタッフ
- 比留間整 - レコーディング・エンジニア、ミキシング・エンジニア
- 内田孝弘 - 追加エンジニア
- 内藤重利 - 追加エンジニア
- 新銅 "V" 康晃 - 追加エンジニア
- 青沼隆志 - アシスタント・エンジニア
- 石塚真一 - アシスタント・エンジニア
- 太田桜子 - アシスタント・エンジニア
- 長谷川文雄 - アシスタント・エンジニア
- 池田久 - アシスタント・エンジニア
- 田中淳一 - ディレクター
- 杉本幸彦 - ドラム・チューナー
- 山根啓司 - サウンド・オペレーター
- 浅見繁男 - サウンド・オペレーター
- SHAKING HANDS INC. - アーティスト・マネージメント
- 枡岡慶彦 - アーティスト・マネージメント
- 下川ハジメ - アーティスト・マネージメント
- 小嶋人志 - アーティスト・マネージメント
- サカグチケン - アート・ディレクション、デザイン
- 北岡一浩 - 写真撮影
- 八木智晴 - スタイリスト
- 谷崎隆幸 - ヘアー、メイク・アップ
- 富岡昌広 - コーディネーター
- 木澤勉 - コーディネーター
- 中尾健二 - プロダクト・マネージメント
- 大岡正利 - プロモーター
- 村木敬史 - エグゼクティブ・プロデューサー
- 高木修 (SHAKING HANDS INC.) - エグゼクティブ・プロデューサー
- グレコ - スペシャル・サンクス
- パール楽器製造 - スペシャル・サンクス
- フェルナンデス - スペシャル・サンクス
- BOW'S GUITAR GALLERY - スペシャル・サンクス
- レオミュージック - スペシャル・サンクス
- SAN MUSICAL SERVICE - スペシャル・サンクス
- オカダインターナショナル - スペシャル・サンクス
- フックアップ - スペシャル・サンクス
- ラ・ラナリータ 吾妻橋店 - スペシャル・サンクス
- アーストンボラージュ - スペシャル・サンクス
- フレッド・デイリー - スペシャル・サンクス
- グレース・グラスマン - スペシャル・サンクス
- じゅぴ太（犬） - ベリー・スペシャル・サンクス

## リリース履歴
| No. | 日付          | レーベル                                | 規格  | 規格品番                                  | 最高順位 | 備考                                                                                               |
| --- | ------------- | --------------------------------------- | ----- | ----------------------------------------- | -------- | -------------------------------------------------------------------------------------------------- |
| 1   | 1992年3月21日 | ビクター音楽産業／Invitation            | CD CT | VICL-288 (CD) VITL-105 (CT)               | 1位      | |
| 2   | 1993年7月21日 | ビクターエンタテインメント／Invitation  | MD    | VIYL-9                                    | -        | BUCK-TICKの作品の中で、唯一MDソフトとしてリリースされている。                                      |
| 3   | 2002年9月19日 | ビクターエンタテインメント／HAPPY HOUSE | CD    | VICL-60987（初回盤） VICL-60967（通常盤） | -        | デジタルリマスター盤（監修：比留間整） 初回盤のみボーナストラック1曲収録、オリジナルステッカー封入 |
| 4   | 2007年9月5日  | ビクターエンタテインメント／Invitation  | CD    | VICL-62547                                | -        | デジタルリマスター盤、紙ジャケット仕様                                                             |